# 反問
反問（又稱激問、反詰）是一種修辭技巧。形式上反問句是疑問句，可是問者不期待讀者／聆聽者回答，因為它的答案都相當顯然。
反问句，又称反诘句，是疑问句的一种，也是无疑而问、明知故问，把答案寓于问话中并加以强调，对方从问话中思考出答案的句式。並增強語氣和說服力。
为了加强语气而转化成反问时，为了不削弱所表达的强烈感情，必须使用能够表达这种强烈感情的感叹号来维持。由此我们也可以看出，这个反问句的前身不是普通的陈述句，而是感情强烈的感叹句。

## 例子
- 白兔搗藥秋復春，嫦娥孤棲與誰鄰？（李白《把酒問月》）
- 天涯何處無芳草？（蘇軾《蝶戀花》）

反問句內常有「難道」、「豈」或「怎麼」等詞語：
- 自然要告訴的，難道好瞞伯父嗎？（《二十年目睹之怪現狀·第二回》）
- 我等乃一概凡人，怎麼拿得動？（《西遊記·第八九回》）
- 青春須早為，豈能長少年？ （孟郊《勸學》）
- 令之見鬼者，可卒懼也哉？(郎瑛《七修類稿．浴肆避鬼》)
- 難道你還不知道你在做這些事嗎?
- 難道你不知道他已經退學了嗎?